# Dorcatoma pallicornis
Dorcatoma pallicornis is een keversoort uit de familie klopkevers (Anobiidae). De wetenschappelijke naam van de soort is voor het eerst geldig gepubliceerd in 1874 door LeConte.